# Axinomancia
Axinomancia es un tipo de adivinación que se practica por medio de una segur. 
La había de dos clases: 
- la primera consistía en poner sobre una segur una ágata endurecida al fuego
- la segunda, en hundir una segur en una rueda y según el movimiento que hacía el mango creían descubrir a los ladrones